# Estadio Internacional
Het Estadio Internacional is een multifunctioneel stadion in Malabo, Equatoriaal Guinea. Het stadion wordt vooral gebruikt voor voetbalwedstrijden. In het stadion is plaats voor 6.000 toeschouwers.